# Enopliomorpha burgeoni
Enopliomorpha burgeoni is een keversoort uit de familie mierkevers (Cleridae). De wetenschappelijke naam van de soort is voor het eerst geldig gepubliceerd in 1932 door Pic.